# Hommage de la République
Pour les articles homonymes, voir hommage.
 (septembre 2016).
Si vous disposez d'ouvrages ou d'articles de référence ou si vous connaissez des sites web de qualité traitant du thème abordé ici, merci de compléter l'article en donnant les références utiles à sa vérifiabilité et en les liant à la section « Notes et références ».

Ruban

L’Hommage de la République (Xirka Ġieħ ir-Repubblika en maltais) est une décoration maltaise qui récompense les mérites exceptionnels au service de Malte ou de l'humanité de citoyens maltais ou de ressortissants étrangers qui ont gagné le respect et la gratitude de la République de Malte.
La devise de la Xirka (compagnie) est Għall-Ġid tal-Maltin (Au profit des Maltais).
Les citoyens maltais sont nommés compagnons (imseħbin) et les ressortissants étrangers peuvent être nommés compagnons honoraires (Imseħbin onorarji). En dehors des membres honoraires, il ne peut être nommé plus de trois compagnons tous les deux ans et le nombre total de compagnons est limité à vingt. Si le nombre maximum de compagnons est atteint, il faut attendre une vacance pour nommer un nouveau compagnon.
Les compagnons et compagnons honoraires ont légalement le droit de faire suivre leurs noms des lettres SG (Sieħeb il-Ġieħ – compagnon d'hommage).
Cette décoration a remplacé la Medal of Merit (médaille du Mérite).